# Пассивная безопасность автомобиля
Пасси́вная безопа́сность автомоби́ля — совокупность конструктивных и эксплуатационных свойств автомобиля, направленных на снижение тяжести дорожно-транспортного происшествия. Большинство систем пассивной безопасности срабатывают во время столкновения, когда активные системы безопасности не смогли помочь водителю предотвратить или избежать столкновения. Включает в себя следующие элементы:
- высокопрочную клетку салона;
- энергопоглощающие элементы передней и задней частей кузова автомобиля, сминающиеся при ударе (заложенные зоны деформации или мягкие бампера кузова);
- пиропатроны могут применяться в системах преднатяжителей ремней безопасности, антиблокировочной системы тормозов (ABS), системы управления стабильностью (ESP) и системы питания аккумулятора, где необходимо совершить определенное действие в критический момент.

- ремни безопасности, в том числе инерционные с преднатяжителями;

- надувные подушки безопасности, в том числе встроенные в ремни безопасности;
- складывающаяся рулевая колонка;
- травмобезопасный педальный узел — при столкновении педали отделяются от мест крепления и уменьшают риск повреждения ног водителя;
- сминаемые или мягкие элементы интерьера;
- активные подголовники сидений, защищающие от серьёзных травм шеи экипажа при ударе автомобиля сзади;
- безопасные стёкла — закалённые, которые при разрушении рассыпаются на множество не острых осколков и триплекс;
- дуги безопасности, усиленные передние стойки крыши и верхняя рамка ветрового стекла в родстерах и кабриолетах;
- поперечные брусья в дверях и т. п.;
- защита от проникновения двигателя и других агрегатов в салон (увод их под днище).
- Системы оповещения экстренных служб (например Эра-Глонасс)

В гоночных автомобилях, в дополнение к этим устройствам, бывают:
- пожарозащищённый костюм гонщика, шлем;
- многоточечные ремни безопасности с системой быстрого отстёгивания;
- развитый каркас безопасности, не деформирующийся даже когда автомобиль беспорядочно кувыркается; Halo (в одноместных болидах);
- система защиты шеи и головы, снижающая нагрузку на основание черепа в лобовом столкновении;
- привязанные колёса, снижающие риск попадания колесом в постороннего;
- системы, снижающие вероятность и тяжесть топливных пожаров, встроенная система пожаротушения.

Впервые пассивную безопасность как один из принципов конструирования автомобиля ввёл Бела Барени.